# Dmochy-Rogale
Dmochy-Rogale [ˈdmɔxɨ rɔˈɡalɛ] est un village polonais de la gmina de Bielany dans le powiat de Sokołów et dans la voïvodie de Mazovie, au centre-est de la Pologne.